# ジェニー・イーキン・デロニー

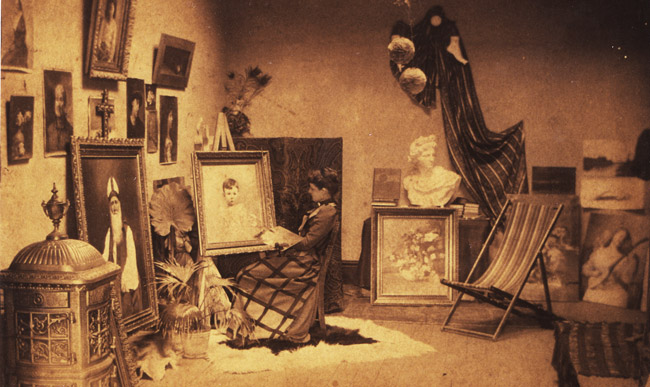
リトルロックのスタジオでのジェニー・イーキン・デロニー

ジェニー・イーキン・デロニー（Jenny Eakin Delony、1866年5月13日 - 1949年4月1日）はアメリカ合衆国の画家である。歴史的に有名な人物の肖像画などを描いた。2度結婚し、夫の姓から、ジェニー・イーキン・デロニー・ライス（Jenny Eakin Delony Rice）とジェニー・メイロウィッツ（Jenny Meyrowitz）としても知られている。

## 略歴
アーカンソー州ヘンプステッド郡のワシントンで、弁護士の娘として生まれた。バージニア州スタントンの女子学校（Wesleyan Female Institution）で学び、音楽と芸術で優れた成績で金メダルを受賞した。シンシナティの美術学校に進み、1886年から1888年まで学んだ。その後、パリに渡り、アカデミー・ジュリアンとアカデミー・ドレクリューズで学び、ポール＝ルイ・ドゥランスのスタジオで個人レッスンも受けた。
故郷のアーカンソー州のリトルロックにスタジオを開き、1880年代と1890年代に多くの有力者の肖像画を描いた。1891年12月にコロラド州デンバー出身のナサニエル・J・ライス（Nathaniel J. Rice）と結婚した。1892年から1893年まではセントルイスの美術学校で学び、夫が、1893年に亡くなった後、バージニアの女子学校やノーフォークの若い女性のための学校で教えた。1895年にはヴェネツィアに渡り、イタリア人画家ステファノ・ノヴォ（Stefano Novo: 1862-1927?）に学んだ。1896年にパリ国立高等美術学校が女性の入学を認めることになると、最初の年の学生の一人として入学した。1897年から1899年まで、フェイエットビルのアーカンソー大学の初代の美術部長に任じられた。この間アメリカ人画家、ウィリアム・メリット・チェイス（1849-1916）にも学び、その秘書を務め、1891年から1901年の間チェースがニューヨークのロングアイランドのサザンプトンで開いたサマー・スクールで助手を務めた。
1900年にニューヨークに移り、スタジオを開いた。このころから女性参政権に関する運動に積極的に関わった。1904年にドイツのベルリンで開催された国際女性評議会（International Council of Women）にも参加した。
1910年11月に、イリノイ州シカゴのポール・A.・メイロウィッツ（Paul A. Meyrowitz）と2度目の結婚をしたが1920年代には別居し離婚した。
1935年にアーカンソー州のリトルロックに戻り、両親や家族と暮らした。1949年にリトルロックで亡くなった。
「American Artists Professional League」やニューヨークの「Association of Women Painters and Sculptors」と「National Arts Club」の会員であった 。ニューヨークのナショナル・アカデミー・オブ・デザインの女性としては初期の会員となった。

## 作品

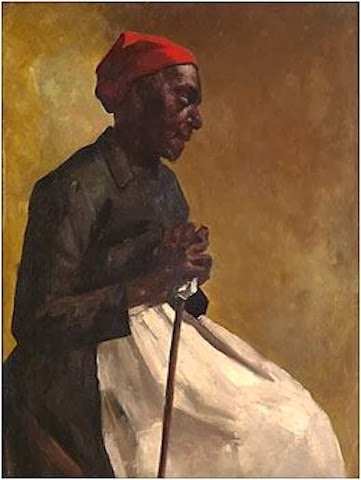
アーカンソーのメード(1896/1900)
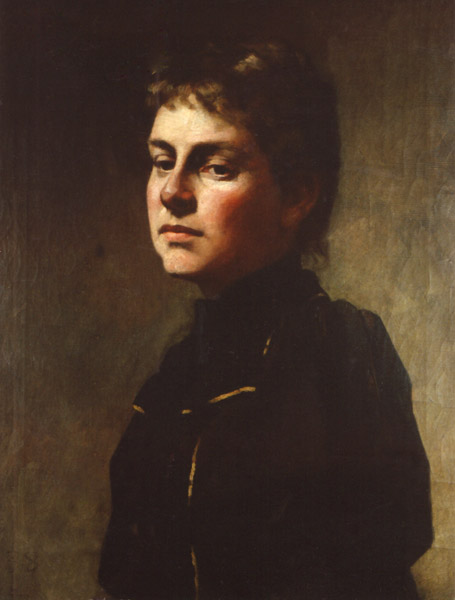
自画像 (1900)
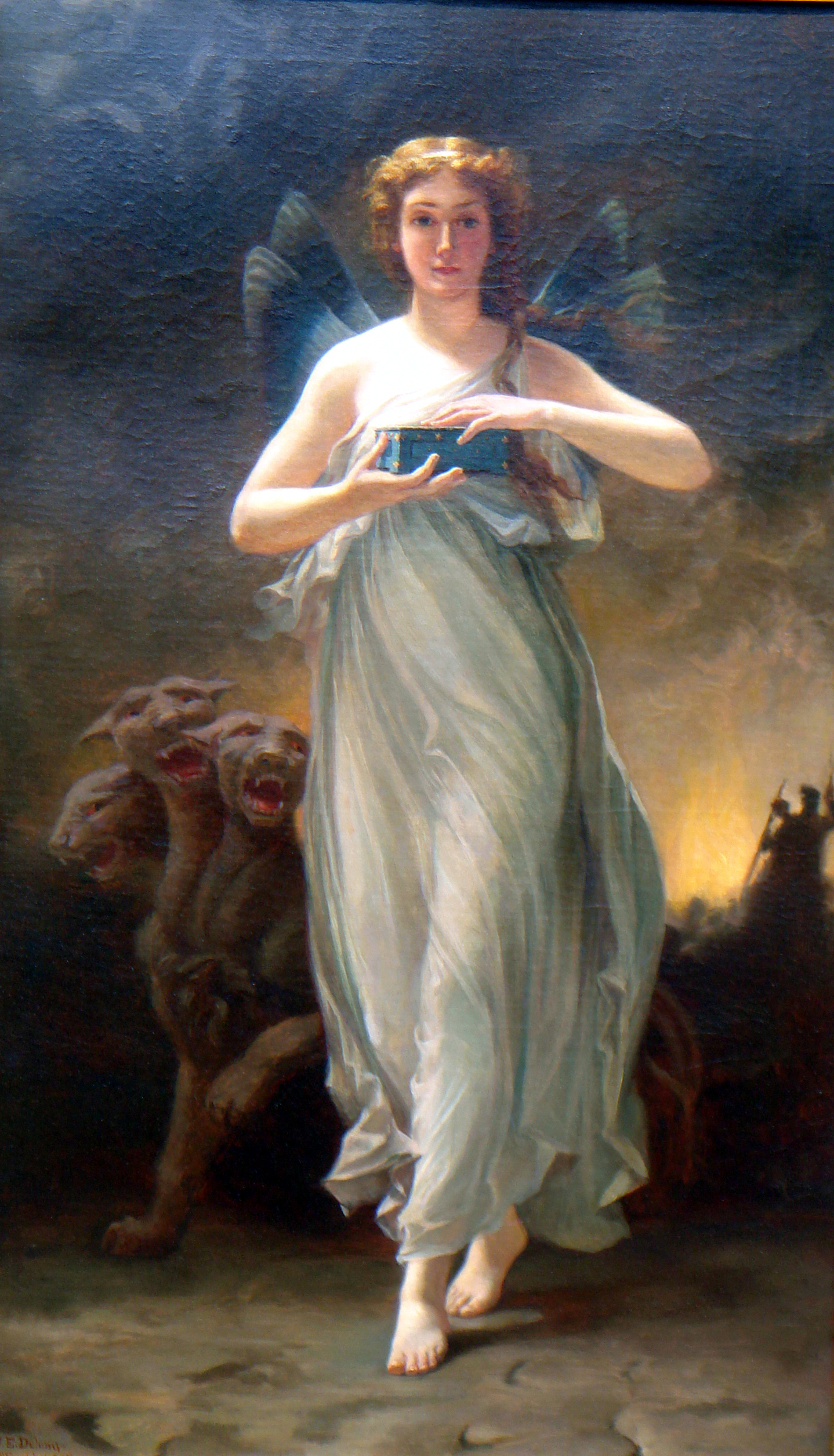
アルフレッド・ド・キュルゾン作の「プシュケ」の模写